# Cabotins
Pour plus de détails, voir Fiche technique et Distribution.
Cabotins est un film québécois réalisé par Alain DesRochers, qui est sorti en 2010.

## Synopsis
En 1985, à Saint-Côme, Marcel Lajoie, artiste de variétés retraité laissé par sa femme il y a neuf jours, se voit acculé à la faillite à la suite de mauvais placements. Pour éviter celle-ci, il décide de rouvrir son théâtre d'été, la Grange à Marcel, en reformant son ancienne troupe. Mais les trois membres de cette troupe n'acceptent qu'à la condition que Marcel y incorpore son fils Pedro avec lequel il a une relation parentale déficiente.

## Fiche technique
- Titre original : Cabotins
- Titre anglais ou international : The Comeback
- Réalisation : Alain DesRochers
- Scénario : Ian Lauzon
- Musique : FM Le Sieur
- Direction artistique : Dominique DesRochers
- Décors : Philippe Lord, Frédérique Bolté
- Costumes : Carmen Alie
- Coiffure : Sabin Paradis
- Maquillage : Kathryn Casault
- Photographie : Yves Bélanger
- Son : Martin Desmarais, Luc Mandeville, Dominique Delguste
- Montage : Éric Drouin
- Production : Jacques Bonin
- Société de production : Novem Communications
- Sociétés de distribution : Christal Films
- Budget : 4,8 millions de dollars[1]
- Pays de production :  Canada
- Langue originale : français
- Format : couleur
- Genre : comédie dramatique
- Durée : 104 minutes
- Dates de sortie :
  - Canada : 18 juillet 2010  (première lors du festival Juste pour rire au Cinéma Impériale[2])
  - Canada : 23 juillet 2010  (sortie en salle au Québec)

## Distribution
- Rémy Girard : Marcel Lajoie
- Pierre-François Legendre : Pedro Lajoie
- Gilles Renaud : Roger Boucher
- Dorothée Berryman : Lucie Beaumont
- Yves Jacques : Lady Moon
- Gaston Lepage : Jérôme
- Marie-Ève Milot : Mélanie
- Guy Nadon : Marco Malo, le « Che Guevara du plywood »
- Louis Morissette : Stéphane Granger
- Sophie Faucher : Louise Gamberger, animatrice - Le Point
- Gilles Latulippe : chauffeur de taxi
- Marie Tifo : Madeleine Lajoie
- Bianca Gervais : Nathalie, la serveuse
- Louise Bombardier : Micheline Malo
- Marie-Josée Beaudreau : Ghislaine
- Laurence Dauphinais : régisseure télé